# El anillo matrimonial

Anillo matrimonial es una película de 1978.

## Argumento
Mario, un joven médico, forma una pareja feliz junto a Monica, desde hace ocho años. Viven a las afueras de Roma y la casa de enfrente aqcaba de ser alquilada por otra joven pareja, Jorge y Alba. Desde el momento en que Jorge conoce a Monica comienza a cortejarla.

## Reparto
- Carmen Villani: Monica
- Ray Lovelock: Mario
- Amparo Muñoz: Alma
- Manuel Sierra: Giorgio